# George Louis Wellington
George Louis Wellington (ur. 28 stycznia 1852 w Cumberland, Maryland, zm. 20 marca 1927 w Cumberland, Maryland) – amerykański polityk związany z Partią Republikańską. W latach 1895–1897 był przedstawicielem szóstego okręgu wyborczego w stanie Maryland w Izbie Reprezentantów Stanów Zjednoczonych. W latach 1897–1903 był senatorem Stanów Zjednoczonych z Maryland.